# (512) Тауриненсида
(512) Тауриненсида (лат. Taurinensis) — астероид, относящийся к группе астероидов пересекающих орбиту Марса, который принадлежит к светлому спектральному классу S. Он был открыт 23 июня 1903 года немецким астрономом Максом Вольфом в обсерватории Хайдельберг и назван в честь древнего латинского названия города Турина.
(512) Тауриненсида входит в число крупнейших астероидов в своей группе, наряду с такими объектами, как (132) Эфра (43 км), (323) Брюсия (36 км) и (2204) Люли (25 км).